# Alpaida queremal
Alpaida queremal là một loài nhện trong họ Araneidae.
Loài này thuộc chi Alpaida. Alpaida queremal được Herbert Walter Levi miêu tả năm 1988.